# Молоток без мастера
«Молоток без мастера» (фр. Le marteau sans maître) — произведение для контральто и инструментального секстета Пьера Булеза (1954, 2-я ред. 1957), одно из самых известных сочинений музыкального авангарда XX века. Продолжительность звучания в разных интерпретациях варьируется от 32 до 38 минут.

## Структура
«Молоток без мастера» состоит из 9 частей:
- I Avant «L’Artisanat furieux»
- II Commentaire I de «Bourreaux de solitude»
- III L’Artisanat furieux
- IV Commentaire II de «Bourreaux de solitude»
- V Bel édifice et les pressentiments (первая версия)
- VI Bourreaux de solitude
- VII Après «L’Artisanat furieux»
- VIII Commentaire III de «Bourreaux de solitude»
- IX Bel édifice et les pressentiments (вторая версия)

## Краткая характеристика
Сочинение «Молоток без мастера» написано для контральто, альтовой флейты, гитары, вибрафона, ксилоримбы, ударных и альта в 1954 году; в 1957 году Булез сделал его 2-ю редакцию. Текстовой основой послужили стихи из одноимённого сборника Рене Шара, изданного в 1934 году. Первое исполнение (под управлением Ганса Росбауда) состоялось на фестивале МОСМ в Баден-Бадене 18 июня 1955 года.
Произведение, в основе которого лежит техника сериализма, принесло всеобщее признание Булезу как композитору-авангардисту. В произведении также ощущается ориентальный колорит, во многом обязанный изобретательному и разнообразному использованию ударных инструментов.
Дискография «Молотка» включает почти исключительно записи под управлением самого Булеза. Также Булез исполнял своё произведение (с певицей Филлис Брюн-Юлсон и Ансамблем Intercontemporain) в ходе гастрольной поездки в Россию, в Большом зале Московской консерватории 19.02.1990.

## Дискография
- Marie Thérèse Cahn / Les Concerts du Domaine Musical / П. Булез (1956; лейбл Vega)
- Марджори Маккей / инстр. анс. / Роберт Крафт (ca. 1960; лейбл Columbia / Masterworks)
- Жанна Дерубе / Ensemble du Domaine Musical / П. Булез (1964; MPO)
- Ивонна Минтон / Ensemble Musique Vivante / Диего Массон (1973; CBS France)
- Элизабет Лоранс / Ensemble Intercontemporain / П. Булез (1985; Sony)
- Хилари Саммерс / Ensemble Intercontemporain / П. Булез (2002; Deutsche Grammophon)